# 犬鳴山 (福岡県)
犬鳴山（いぬなきやま）は、福岡県宮若市犬鳴に所在する、標高583.6メートルの山。別名、熊ヶ城ともいう。
福津市・古賀市・宮若市・糟屋郡篠栗町・糟屋郡久山町の3市2町に跨る犬鳴連峰のひとつである。犬鳴ダムの西側に位置し、犬鳴連峰北側には西山 （宮若市・古賀市）と見坂峠（福津市・宮若市）、中央あたりには犬鳴峠（宮若市・久山町）、南側には猫峠（宮若市・篠栗町）・鉾立山（宮若市・篠栗町）・菅岳（宮若市・篠栗町）が連なる。
犬鳴山は熊ヶ城または熊ノ峯と言い古城址である。天文11年（1542年）豊後の大友勢が筑前に侵攻して鞍手郡若宮と吉川の両郷を襲撃した時、この地を支配していた宗像大宮司家の武将・黒瀬越中守が城代として要撃に備えたと言う史伝がある。馬場・沓洗などの地名がその名残で、近世の人家が所在していた館原の地名は当時の城主の居宅があったことに由来すると言う。
犬鳴山地は宝満山修験道の行場で三部四重の大曼荼羅と言われ､犬鳴山の周辺は仏部・蓮華部・金剛部と呼ばれていた。

## 登山コース
- 藤七谷（犬鳴峠旧道の登山口）
- 猪野岐れ
- 椿峠
- 鹿見岐れ
- 鉄塔
- 番兵跡
- 薦野峠（犬鳴御別館北側の西山登山口）
- 河原之河内（犬鳴峠旧道の登山口）